# Moritz Wagner
Victor Moritz Wagner (Berlim, 26 de abril de 1997) é um jogador alemão de basquete profissional que atualmente joga no Orlando Magic da National Basketball Association (NBA). Seu irmão, Franz Wagner, também joga pelo Magic.
Ele jogou pela Universidade de Michigan e foi selecionado pelo Los Angeles Lakers como a 25ª escolha geral no draft da NBA de 2018.
Ele representa a Seleção Alemã e foi campeão da Copa do Mundo de 2023 e jogou profissionalmente na Bundesliga pelo Alba Berlin.

## Carreira juvenil
Wagner começou sua carreira no basquete nas categorias de base do Alba Berlin. Na temporada de 2013-14, Wagner foi campeão da Bundesliga sub-19. Na temporada de 2014-15, ele jogou na equipe principal do Alba Berlin na Bundesliga de Basquete.

## Carreira universitária
Wagner chamou a atenção do treinador principal da Universidade de Michigan, John Beilein, em 2014, por meio de um e-mail de um ex-treinador conhecido na Alemanha. Wagner também usou contatos sociais para encaminhar um vídeo de melhores momentos feito por ele mesmo para Beilein. Por fim, Beilein voou para Berlim para recrutar Wagner. Em abril de 2015, Wagner anunciou sua decisão de frequentar a Universidade de Michigan e jogar pelo Michigan Wolverines. Ao optar por ir para a universidade, ele recusou uma oferta para jogar profissionalmente.

### Calouro
Em 16 de março de 2016, na primeira rodada do Torneio da NCAA de 2016, Michigan derrotou Tulsa por 67–62. Depois de bloquear dois arremessos durante toda a temporada, Wagner registrou quatro bloqueios e oito rebotes, o melhor da temporada, contra Tulsa.

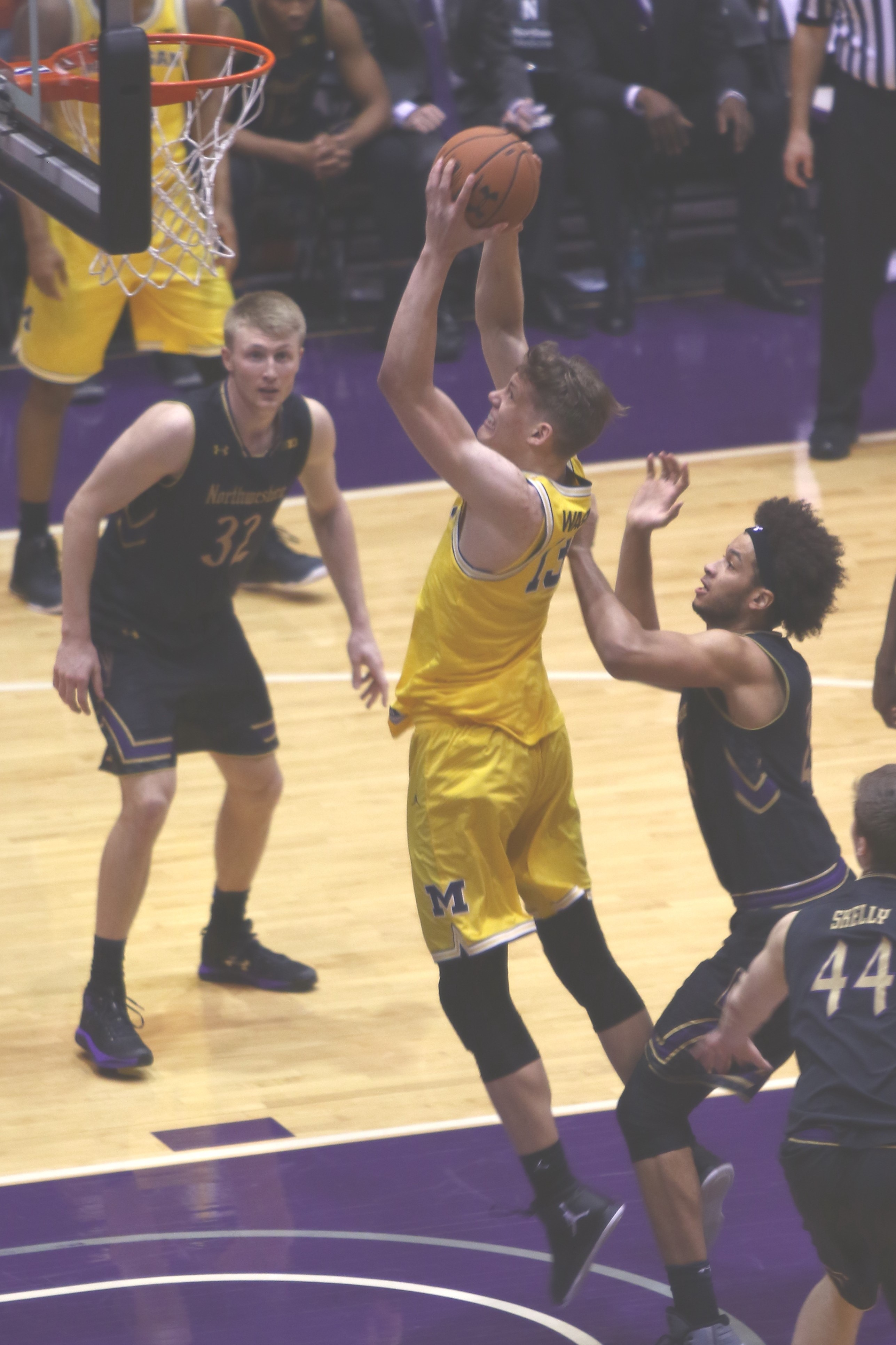
Wagner no Michigan durante a temporada de 2016–17

### Segundo ano
Os cinco roubos de bola de Wagner na abertura do Torneio da Big Ten contra Illinois em 9 de março de 2017 foi um recorde em um único jogo do torneio. Três dias depois, Michigan ganhou seu primeiro título do torneio desde 1998. Em 19 de março, os 26 pontos, recorde da carreira de Wagner, ajudaram Michigan a derrotar Louisville por 73–69 para avançar para o Sweet 16 do Torneio da NCAA de 2017. Nessa temporada, Wagner foi titular em todos os 38 jogos e teve médias de 12,1 pontos e 4,2 rebotes. Ele terminou a temporada como o principal reboteiro do time.
Em 10 de abril de 2017, Wagner e seu colega de equipe, DJ Wilson, se declararam para o draft da NBA de 2017, mas não contrataram agentes, o que lhes deu até 24 de maio para retirar seus nomes e manter sua elegibilidade para retornar a Michigan. A declaração antecipada permitiu que ele participasse de treinos com times da NBA e o tornou elegível para um convite para o draft combine de 9 a 14 de maio. Em 24 de maio de 2017, Wagner decidiu sair do draft de 2017 e retornar a Michigan para a temporada de 2017-18.

### Terceiro ano

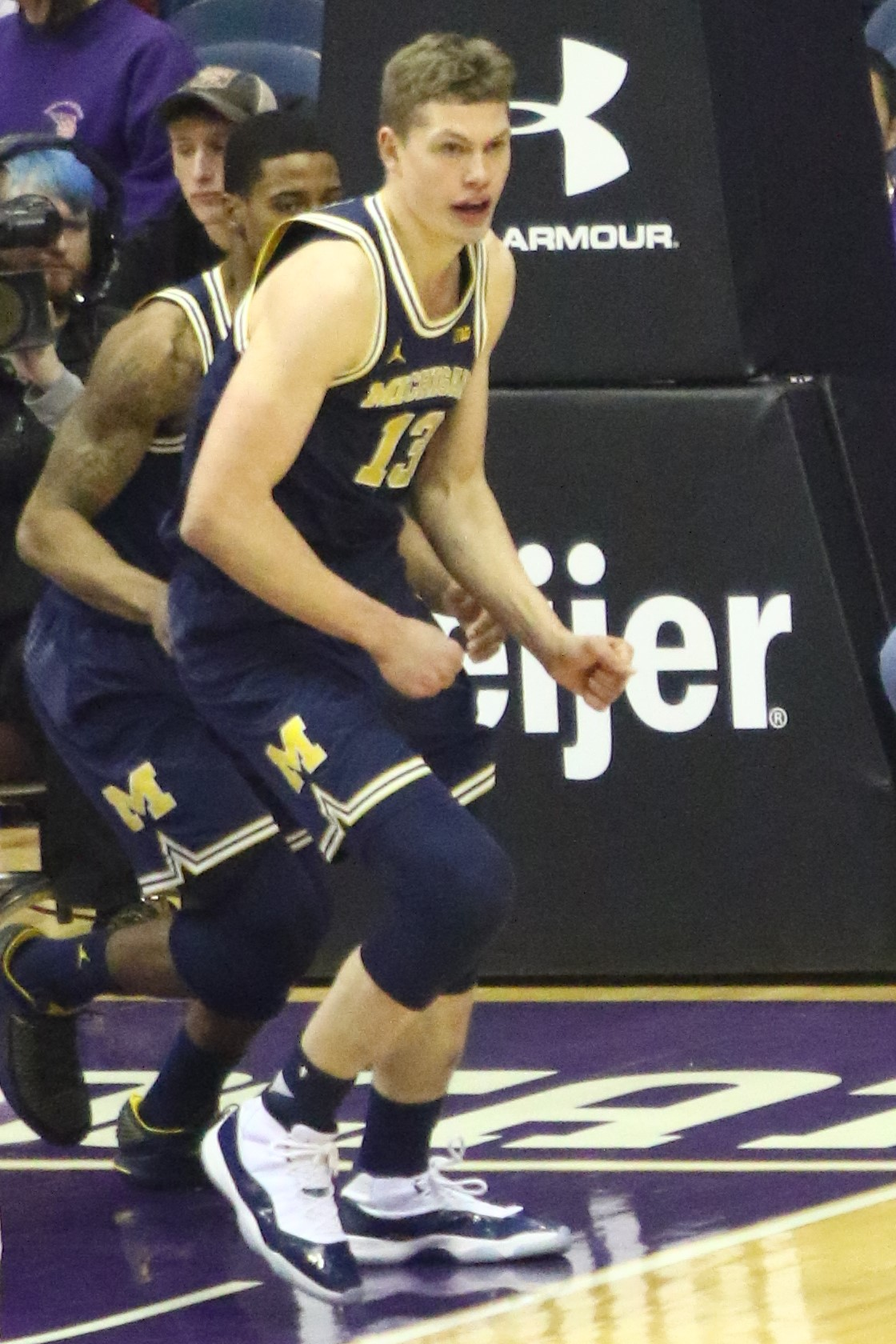
Wagner em Michigan na temporada de 2017–18

Em 13 de janeiro de 2018, Wagner marcou 27 pontos, o recorde de sua carreira, quando Michigan derrotou Michigan State por 82-72. Após a temporada regular da Big Ten de 2017-18, Wagner acumulou mais cestas de três pontos (47) do que qualquer jogador da NCAA com 2.11 m ou mais e foi uma seleção para a Segunda-Equipe da Big Ten dos treinadores e da mídia.
Em 2 de março, Michigan derrotou Nebraska por 77–58 nas quartas de final do Torneio da Big Ten de 2018 e Wagner registrou seu sétimo duplo-duplo da temporada com 20 pontos e 13 rebotes. Seus 13 rebotes marcaram o recorde de um único jogo nas duas primeiras rodadas no torneio de 2018. No dia seguinte, nas semifinais do Torneio da Big Ten, Wagner marcou seu 1.000º ponto, tornando-se o 54º jogador dos Wolverine a atingir a marca. Ele terminou o jogo com 15 pontos, o recorde da equipe, e oito rebotes na vitória por 75-64 sobre Michigan State. Na final do Torneio da Big Ten em 4 de março de 2018 contra Purdue, Wagner marcou 17 pontos para ajudar a levar Michigan ao seu bi-campeonato. No torneio, ele teve médias de 15,8 pontos e 6,5 rebotes e foi escolhido o MVP.
Wagner, que teve médias de 12,5 pontos e 5,5 rebotes nos primeiros quatro jogos do Torneio da NCAA de 2018, juntou-se aos companheiros de equipe, Matthews e Muhammad-Ali Abdur-Rahkman, na Equipe Ideal da Região Oeste. Tendo chegado ao Final Four, Michigan derrotou Loyola nas semifinais nacionais em 31 de março. Wagner registrou seu oitavo duplo-duplo na temporada com 24 pontos e 15 rebotes. Ele se tornou o primeiro jogador com pelo menos 20 pontos e 15 rebotes em um jogo da semifinal nacional desde Hakeem Olajuwon em 1983. Em 2 de abril, Michigan perdeu para Villanova na final nacional com Wagner registrando 16 pontos e sete rebotes. No torneio, ele teve médias de 15,0 pontos, 7,3 rebotes, 1,3 assistências e 1,2 roubos de bola e foi nomeado para a Equipe Ideal do Final Four.
Em 14 de abril de 2018, Wagner anunciou que entraria no draft da NBA de 2018 e contrataria um agente. Em 1º de maio, Wagner assinou com Joe Branch da Roc Nation, que representou o seu ex-colega de equipe em Michigan, Caris LeVert. Mais tarde naquele dia, ele recebeu um convite para o draft da NBA.

## Carreira profissional

### Los Angeles Lakers (2018–2019)
Em 21 de junho de 2018, Wagner foi selecionado pelo Los Angeles Lakers como a 25ª escolha geral no draft da NBA de 2018. Em 1 de julho, ele assinou um contrato de 4 anos e US$9.8 milhões com os Lakers. Em 10 de julho, Wagner machucou o joelho esquerdo e o tornozelo esquerdo na Summer League de Las Vegas. Ele foi afastado dos treinamentos e da pré-temporada por causa de uma lesão no joelho.
Wagner foi designado para o South Bay Lakers em uma missão de reabilitação em 26 de outubro. Ele fez sua estreia na G-League pelo South Bay Lakers em 3 de novembro, marcando 17 pontos em 29 minutos na derrota por 108-106 para o Stockton Kings.
Ele fez sua estreia na NBA em 17 de novembro contra o Orlando Magic. Em 2 de dezembro, em uma vitória por 120-96 contra o Phoenix Suns, Wagner marcou seus primeiros pontos na NBA e terminou o jogo com 10 pontos. Em 9 de março de 2019, Wagner registrou 22 pontos, seis rebotes, três assistências e um bloqueio em seu primeiro jogo como titular na derrota por 107-120 para o Boston Celtics.

### Washington Wizards (2019–2021)

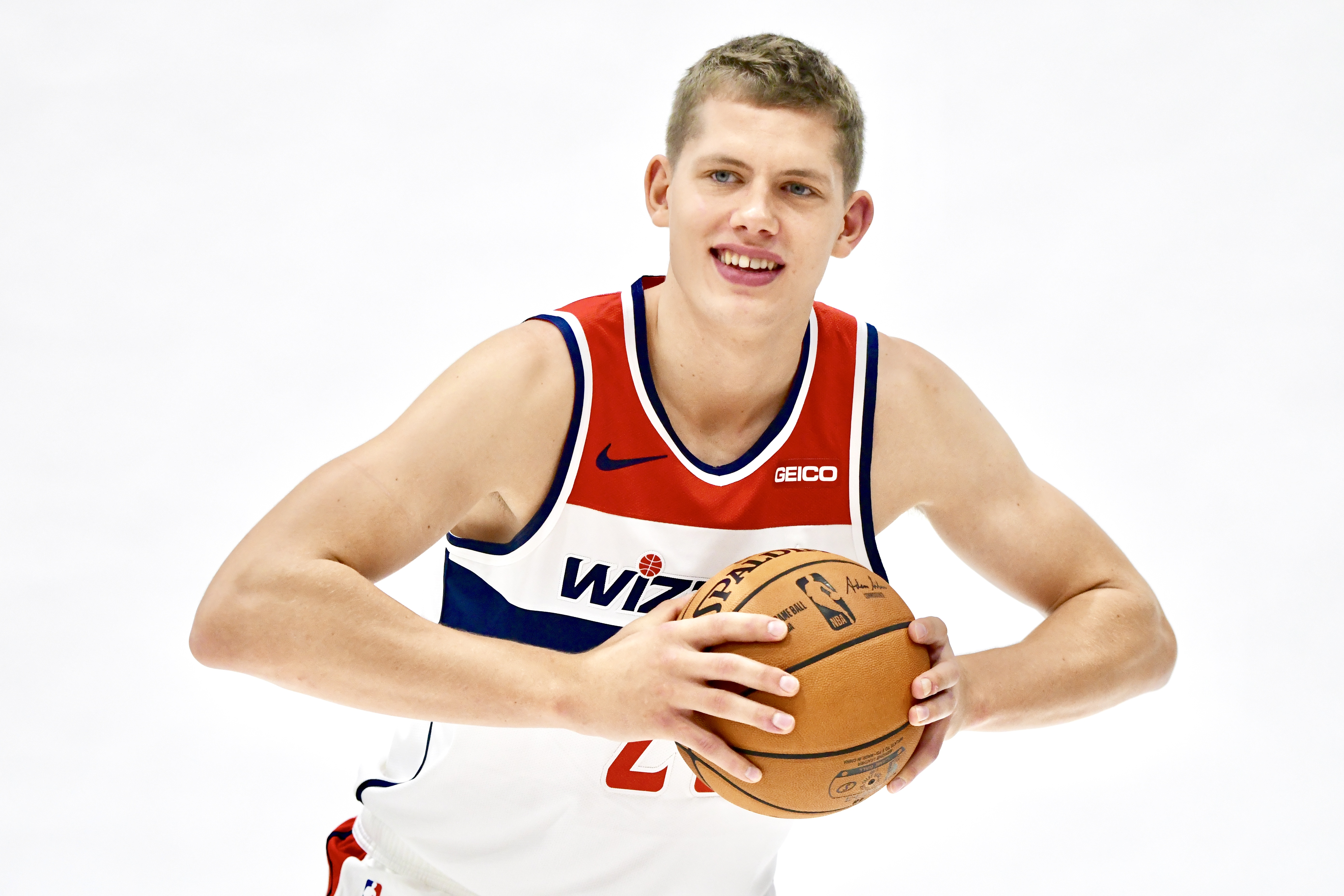
Moritz Wagner (2019)

Em 6 de julho de 2019, Wagner foi negociado, junto com Isaac Bonga, Jemerrio Jones e uma escolha de segunda rodada de 2022, com o Washington Wizards. Isso foi necessário para os Lakers abrirem espaço para a aquisição de Anthony Davis.
Em 15 de novembro, jogando contra o Minnesota Timberwolves, Wagner se tornou o primeiro jogador da NBA a registrar 30 pontos e 15 rebotes sendo reserva desde Yao Ming em 2002 e o primeiro a ter esses números em menos de 26 minutos jogados desde Len Chappell em 1967.
Wagner perdeu 24 jogos devido a uma entorse no tornozelo antes de retornar em 3 de fevereiro contra o Golden State Warriors. Ele foi nomeado para o Rising Stars no All-Star Weekend de 2020, onde marcou 16 pontos para a equipe mundial.

### Boston Celtics (2021)
Em 25 de março de 2021, Wagner foi negociado com o Boston Celtics em uma troca de três equipes que também envolveu o Chicago Bulls.
Em 26 de março, Wagner fez sua estreia pelos Celtics em uma vitória por 122–114 sobre o Milwaukee Bucks e registrou três pontos e cinco rebotes em 10 minutos.
Em 16 de abril, ele foi dispensado pelos Celtics.

### Orlando Magic (2021–presente)
Em 27 de abril de 2021, Wagner assinou com o Orlando Magic até o fim da temporada de 2021-22.
Em 28 de abril, ele estreou pelo Magic contra o Cleveland Cavaliers e registrou dois pontos, dois rebotes e uma assistência em uma vitória por 109-104. Em 1º de maio, ele registrou 24 pontos em seu terceiro jogo com o Magic.
Em 23 de agosto de 2021, ele assinou um contrato de 2 anos e US$3.6 milhões com o Magic.

## Carreira na seleção
Wagner ganhou o ouro com a Seleção Alemã no EuroBasket Sub-18 de 2014 na Bulgária. Com média de 16,1 pontos, Wagner foi o maior artilheiro da Alemanha no EuroBasket Sub-20 de 2017.
Wagner ajudou a Alemanha a se qualificar para os Jogos Olímpicos de Verão de 2020, onde ganhou o prêmio de MVP no torneio de qualificação olímpica em Split, Croácia. Durante o evento em Tóquio, ele teve uma média de 11 pontos.

## Estatísticas da carreira

### NBA

#### Temporada regular
| Ano      | Equipe      | PJ  | PT | MPJ  | AP   | 3P   | LL   | RT  | AS  | BR | TO | PPJ  |
| -------- | ----------- | --- | -- | ---- | ---- | ---- | ---- | --- | --- | -- | -- | ---- |
| 2018–19  | L.A. Lakers | 43  | 5  | 10.4 | .415 | .286 | .811 | 2.0 | .6  | .3 | .3 | 4.8  |
| 2019–20  | Washington  | 43  | 5  | 18.6 | .545 | .313 | .821 | 4.9 | 1.2 | .6 | .4 | 8.7  |
| 2020–21  | Washington  | 25  | 13 | 15.0 | .508 | .310 | .788 | 2.9 | 1.3 | .9 | .3 | 7.1  |
| 2020–21  | Boston      | 9   | 1  | 8.3  | .286 | .333 | .500 | 2.1 | .7  | .0 | .1 | 1.2  |
| 2020–21  | Orlando     | 11  | 10 | 26.0 | .409 | .372 | .879 | 4.9 | 1.1 | .4 | .8 | 11.0 |
| 2021–22  | Orlando     | 63  | 3  | 15.2 | .497 | .328 | .806 | 3.7 | 1.4 | .3 | .2 | 9.0  |
| 2022–23  | Orlando     | 57  | 18 | 19.5 | .500 | .313 | .841 | 4.5 | 1.5 | .6 | .2 | 10.5 |
| 2023–24  | Orlando     | 80  | 1  | 17.7 | .601 | .330 | .814 | 4.3 | 1.2 | .5 | .3 | 10.9 |
| Carreira | Carreira    | 331 | 56 | 16.3 | .470 | .323 | .782 | 3.6 | 1.1 | .4 | .3 | 7.8  |

#### Playoffs
| Ano  | Equipe  | PJ | PT | MPJ  | AP   | 3P   | LL   | RT  | AS | BR | TO | PPJ |
| ---- | ------- | -- | -- | ---- | ---- | ---- | ---- | --- | -- | -- | -- | --- |
| 2024 | Orlando | 7  | 0  | 15.0 | .444 | .222 | .588 | 4.4 | .3 | .9 | .4 | 6.3 |

### Universidade
| Ano      | Equipe   | PJ  | PT | MPJ  | AP   | 3P   | LL   | RT  | AS  | BR  | TO  | PPJ  |
| -------- | -------- | --- | -- | ---- | ---- | ---- | ---- | --- | --- | --- | --- | ---- |
| 2015–16  | Michigan | 30  | 0  | 8.6  | .607 | .167 | .556 | 1.6 | .1  | .2  | .2  | 2.9  |
| 2016–17  | Michigan | 38  | 38 | 23.9 | .560 | .395 | .726 | 4.2 | .5  | 1.0 | .4  | 12.1 |
| 2017–18  | Michigan | 39  | 39 | 27.6 | .528 | .394 | .694 | 7.1 | .8  | 1.0 | .5  | 14.6 |
| Carreira | Carreira | 107 | 77 | 20.0 | .565 | .318 | .658 | 4.3 | 0.4 | 0.7 | 0.3 | 9.8  |

## Prêmios e homenagens
- Seleção da Alemanha:
  - Copa do Mundo de Basquetebol Masculino:
    -  Medalha de ouro (2023)

## Vida pessoal
O irmão mais novo de Wagner, Franz, também jogou basquete na Universidade de Michigan e hoje é seu companheiro no Orlando Magic.